# Glimmlámpa

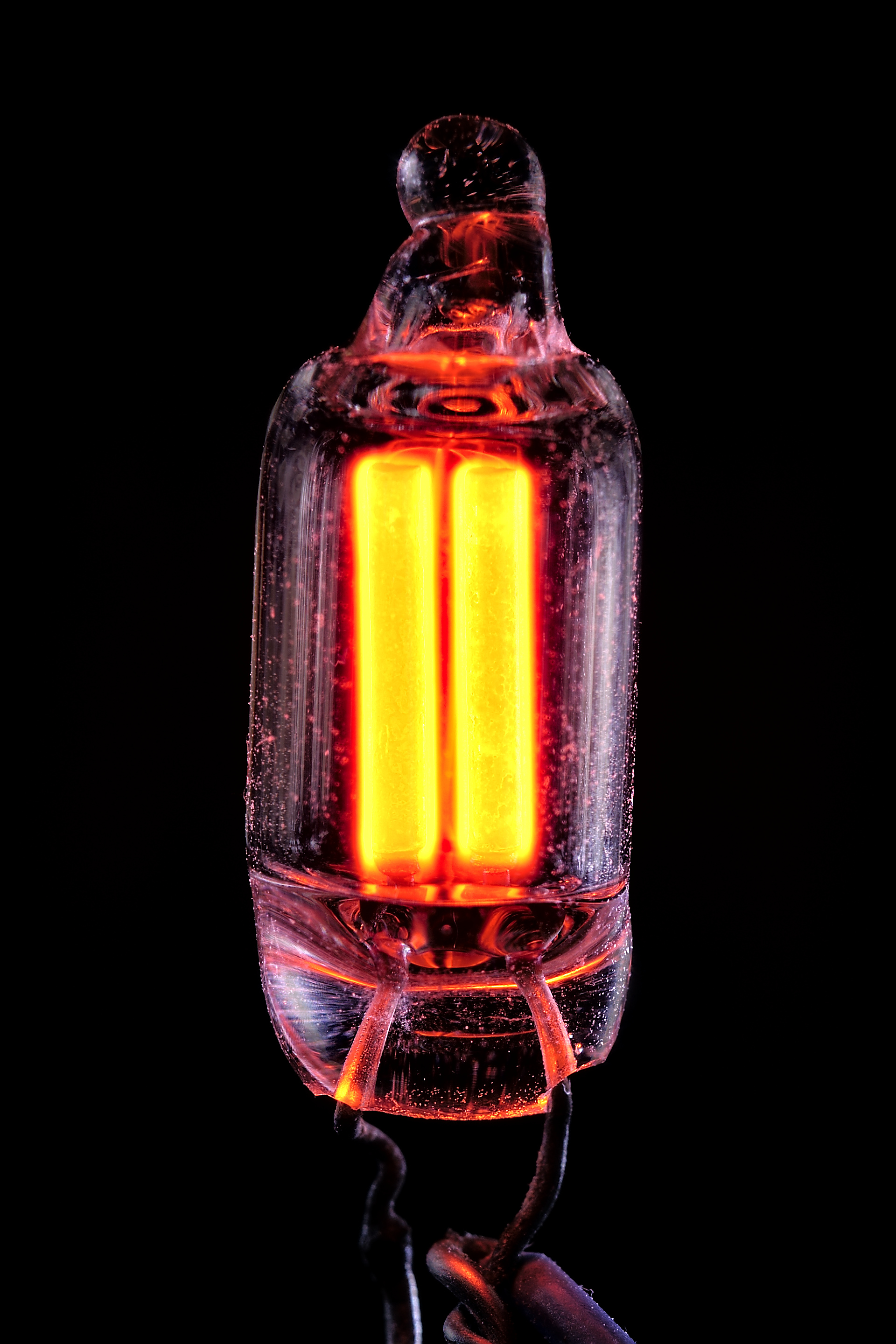
NE-2 típusú glimmlámpa, váltakozó árammal működtetve

A glimmlámpa (parázsfénylámpa, ködfénylámpa) egy miniatűr gázkisüléses fényforrás. A lámpa általában egy kis üvegburából áll, amelyben neon és egyéb gázok kis nyomású keveréke található, valamint két elektróda (egy anód és egy katód). Amikor elegendő feszültség és elegendő áram van jelen az elektródák között, a lámpa narancs színű fényt (azaz parázsfényt) bocsát ki. A parázsfénylámpát széles körben használják jelzőlámpának, kijelzőkön az elektronikus eszközökben és egyéb berendezésekben.

## Leírás

Egy általános glimmlámpa feszültség-áram függvénye

Kis mértékű egyen- vagy váltakozó áram (egy 5 mm-es lámpára 400 µA) elegendő a narancsos-vöröses világításhoz. A betöltött gázt Penning-keveréknek hívják, mely 99,5% neont és 0,5% argont tartalmaz. Ennek így kisebb az átütési feszültsége, mint a tiszta neonnak (~133-2666 Pa csökkentett nyomáson). Mivel a lámpa csak akkor világít, ha a feszültség eléri a gázkeverék átütési feszültségét. Azonban külső fényforrás és a radioaktivitás is csökkentheti ezt az értéket. Éppen ezért néhány lámpa burkolatába radioaktív vegyületet tesznek azért, hogy sötétben is elősegítsék az gázionizációt. A kisülés fenntartásához szükséges feszültség jelentősen kisebb (max. 30%-kal), mint az átütési feszültség. Ez a katódhoz közeli pozitív töltésű ionok rendeződése miatt van. A nagyobb teljesítményű eszközök, mint a higanygőzlámpa vagy a fémhalogénlámpák nagyobb áramot vesznek fel az ívkisüléshez. A kisnyomású nátriumlámpák is Penning-keveréket használnak a felmelegítéshez, majd ugyanúgy működhetnek, mint a glimmlámpák, ha kis teljesítményen üzemelnek.
Ha a lámpa egyszer eléri az üzemi feszültséget, akkor nagy áram folyhatna rajta keresztül. Azonban a lámpa jellege miatt egy külső áramkörnek le kell korlátoznia ezt az áramerősséget, különben egészen addig növekszik, míg a lámpa végül tönkremegy. A jelzési szerepet betöltő glimmlámpáknál általában egy ellenállást használnak erre a célra. Míg nagyobb méretűeknél egy nagy induktivitást használnak vagy valamilyen elektronikus ballasztot az áramkorlátozás céljára.

## Alkalmazása

### Állapotjelző

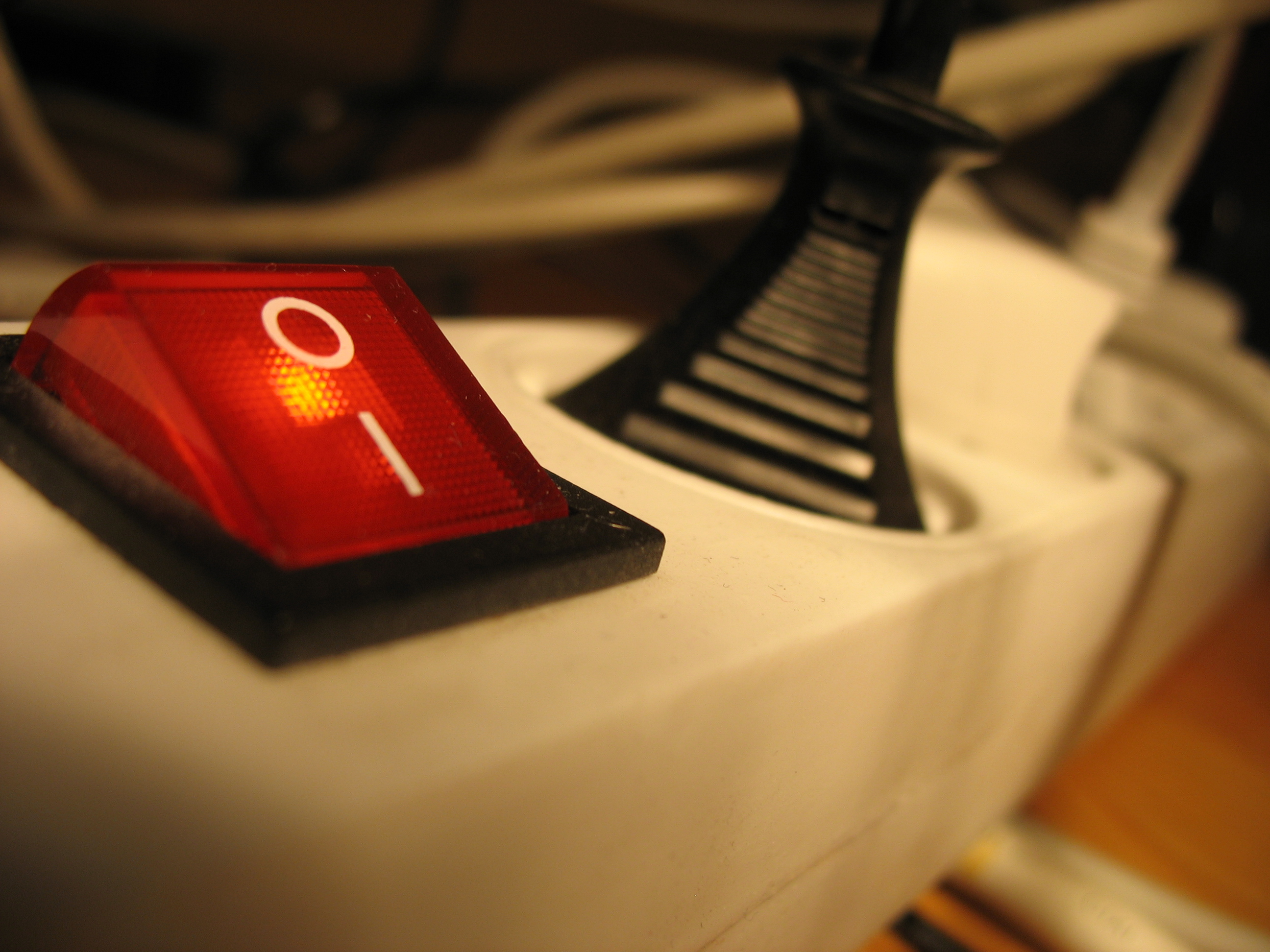
Az elosztó kapcsolója glimmlámpás kijelzővel.

A kis glimmlámpák legelterjedtebb alkalmazási területe a bekapcsolt állapot kijelzése az elektronikus berendezéseknél és készülékeknél, köszönhetően az alacsony fogyasztásának, hosszú élettartamának, illetve annak, hogy képes hálózati feszültségen működni. 

### Túlfeszültségvédő
A glimmlámpákat gyakran használják túlfeszültség elleni védelemként, de helyette inkább erre a célra gyártott gázkisülési csöveket ( surge arrester ) használnak (amik magasabb feszültségekre  és nagyobb áramokra  vannak méretezve). A glimmlámpákat olcsó megoldásként használták rádiófrekvenciás vevőknél, az antennáról jövő légköri feszültségtüskék elleni védelemre (a lámpát az RF bemenetre és a földre kötötték), de használatuk nem célszerű nagyobb teljesítményű rádió-adóknál.

### Feszültségvizsgáló
A legtöbb kis glimmlámpa (indikátor méretű), mint például a közönséges NE-2,  működési feszültsége mintegy 90 volt.

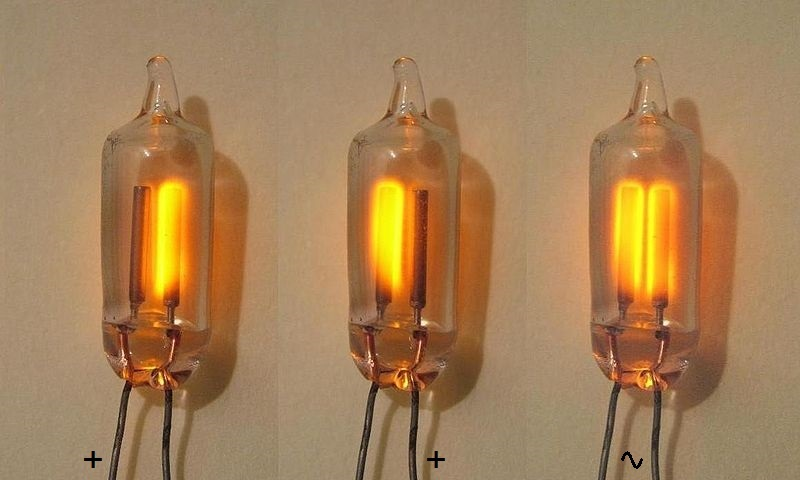
egyenfeszültség (bal oldalon és középen) és váltakozó feszültség (jobb oldalon) NE-2 típusú glimmlámpák

 Amikor egyenárammal üzemeltetjük, csak a negatív töltésű elektród (katód) fog világítani. Amikor pedig váltakozó árammal akkor, mindkét elektróda világítani fog (váltakozó fél ciklusban). Ezek a jellemzők teszik a glimmlámpát (sorosan kötött ellenállásokkal) egy kényelmes és olcsó feszültségtesztelővé ( fázisceruza ). Mivel azáltal, hogy megfigyeljük, melyik elektród világít, meghatározható velük, hogy egy adott áram típusa egyen- vagy váltakozó feszültségű, és ha egyen, akkor a megállapíthatók a pólusok.

### Betű-szám kijelző
- Lásd:Nixie-cső

## A lámpák színei

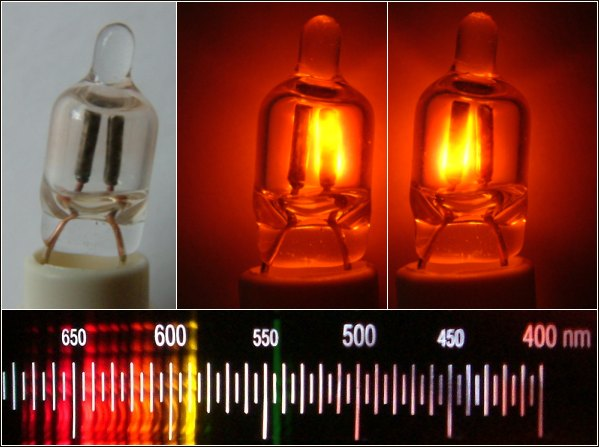
Sötét és világító glimmlámpák (NE-2 típus) a fényük spektrumaival

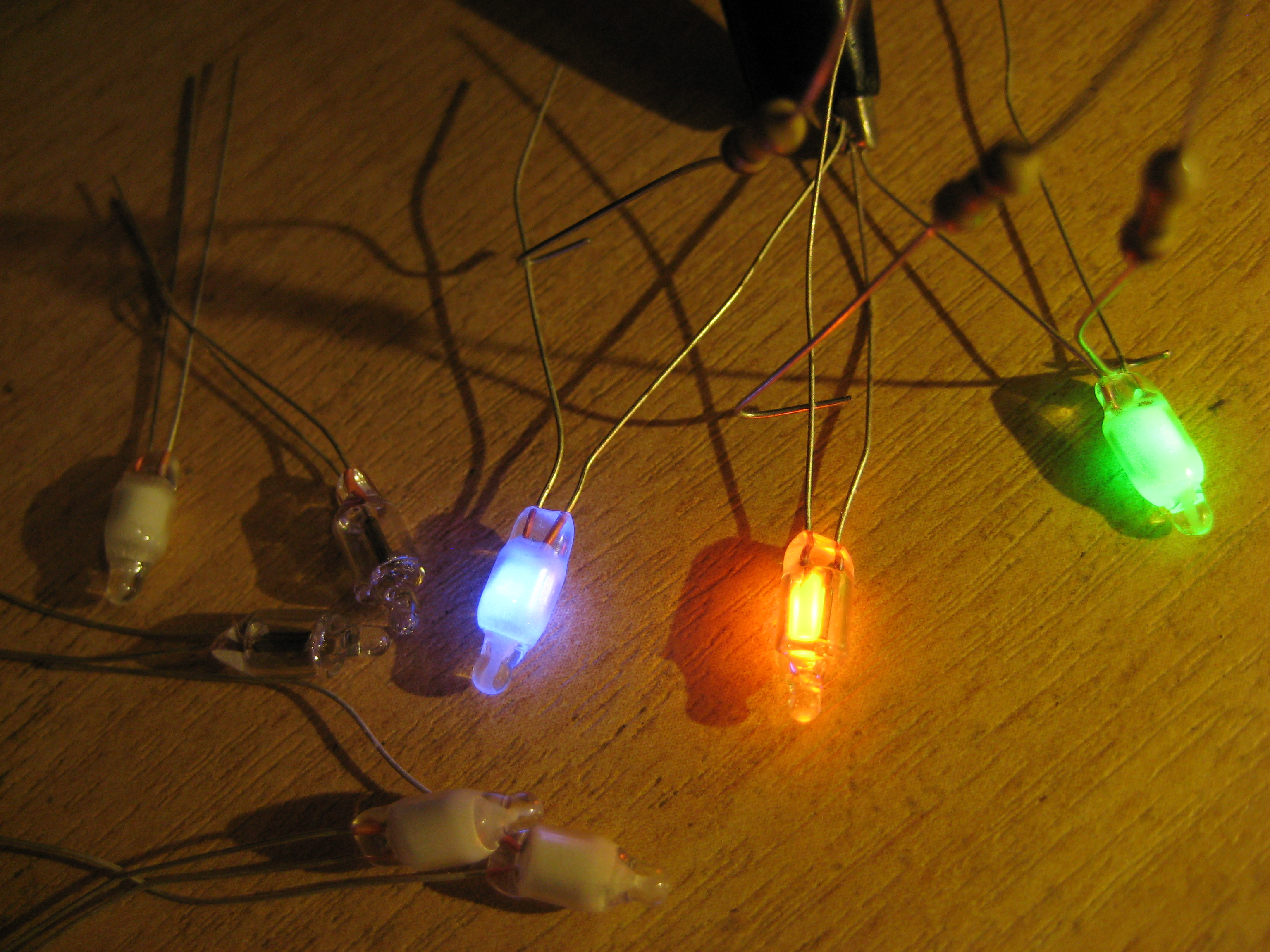
Foszfor alapú glimmlámpák

A jelző glimmlámpák általában narancs színűek, és gyakran használnak színezett szűrőket a kontraszt javítására és a színük változtatására is. A színeket vörösre, narancsos vörösre vagy ritkábban zöldre állítják be.
A töltőgázok lehetnek még az argon, kripton vagy a xenon a neon helyett, vagy akár ezek keverékei is. Amíg az elektromos és üzemi jellemzők hasonlók, addig ezek a lámpák kékes (és UV) fénnyel világítanak a tiszta neon jellemző vöröses narancs fénye helyett. Az ultraibolya sugárzás azonban gerjeszthet egy belső foszforréteget is, ami színek széles választékát biztosítja (például a fehéret is). Egy 95% neont, 2,5% argont és 2,5% kriptont tartalmazó lámpát zöld fényűként használják, de a zöld glimmlámpák leginkább foszfor alapúak.

## Fordítás
- Ez a szócikk részben vagy egészben  a   Neon_lamp című angol Wikipédia-szócikk ezen változatának fordításán alapul.  Az eredeti cikk szerkesztőit annak laptörténete sorolja fel. Ez a jelzés csupán a megfogalmazás eredetét és a szerzői jogokat jelzi, nem szolgál a cikkben szereplő információk forrásmegjelöléseként.